# Arthur Mariano
Arthur Nory Oyakawa Mariano (Campinas, 18 settembre 1993) è un ginnasta brasiliano di origini giapponesi, membro della squadra nazionale di ginnastica del Brasile.

## Biografia
È nato da padre brasiliano e madre giapponese brasiliana. Da bambino ha praticato il judo, seguendo le orme del padre. Ha però deciso di praticare la ginnastica artistica dopo aver assistito a una lezione di questa disciplina.
Dopo il divorzio dei genitori, si trasferì con la madre a San Paolo, dove entrò in una squadra di ginnastica della città.
Particolarmente avvenente, è stato anche scritturato come modello ed ha avuto una carriera di livello internazionale. Nel 2019, Mariano è stato il volto della campagna di abbigliamento maschile del marchio internazionale BENCH con sede nelle Filippine in Brasile e in America Latina.
Nel novembre 2021 ha fatto coming out come omosessuale. Intrattiene una relazione con l'analista di marketing dei media televisivi João Otávio Tasso.

### Carriera
All'età di undici anni è entrato a far parte della società polisportiva Esporte Clube Pinheiros. A quattordici anni ha vinto il campionato brasiliano di ginnastica giovanile.
Si è messo in mostra a livello internazionale ai Giochi olimpici giovanili di Singapore 2010, in cui ha ottenuto il 4º posto nel volteggio, alle spalle del mongolo Ganbatyn Erdenebold, del turco Ferhat Arıcan e dello spagnolo Néstor Abad. Nel concorso individuale si è piazzato 21º.
Nel 2015 ha partecipato ai Campionati Mondiali di Ginnastica Artistica, arrivando 4º alla sbarra orizzontale e piazzandosi dodicesimo nel ranking generale.
Ha rappresentato il Brasile ai Giochi olimpici estivi di Rio de Janeiro 2016, dove ha vinto la medaglia di bronzo nel corpo libero. Nel concorso individuale ha concluso al 17º posto, mentre nella prova a squadre al 6º.
Si è laureato campione iridato nella sbarra ai mondiali di Stoccarda 2019, precedendo sul podio il croato Tin Srbić e il russo Artur Dalalojan.
Ha fatto la sua seconda apparizione olimpica a Tokyo 2020, senza riuscire a salire sul podio. Nella prova a square è stato eliminato con il 9º posto nelle qualificazioni.
Ai mondiali di Liverpool 2022 ha vinto il bronzo nella sbarra, dietro allo statunitense Brody Malone e al giapponese Daiki Hashimoto.